# Tõnis
Tõnis ist als estnische Form des lateinischen Namens Antonius ein estnischer männlicher Vorname. Eine häufig vorkommende Kurzform von Tõnis ist Tõnu.

## Namensträger
- Tõnis Kaasik (* 1949), estnischer Unternehmer, Politiker und Umweltaktivist
- Tõnis Kalbus (1880–1942), estnischer Jurist und Politiker
- Tõnis Käo (1940–2016), estnisch-deutscher Industriedesigner
- Tõnis Kasemets (* 1974), estnischer Autorennfahrer
- Tõnis Kaumann (* 1971), estnischer Komponist
- Tõnis Kint (1896–1991), estnischer Politiker
- Tõnis Lehtmets (* 1937), estnischer Schriftsteller
- Tõnis Lukas (* 1962), estnischer Politiker
- Tõnis Mölder (* 1989), estnischer Politiker
- Tõnis Palts (* 1953), estnischer Unternehmer und Politiker
- Tõnis Vares (1859–1925), estnischer Jurist und Politiker
- Tõnis Vilu (* 1988), estnischer Dichter

## Orte
- Sankt Tönis, siehe Tönisvorst (Nordrhein-Westfalen)